# Geodatenzugangsgesetz
Das Gesetz über den Zugang zu digitalen Geodaten (Geodatenzugangsgesetz) ist ein deutsches Bundesgesetz. Es betrifft die bei den Bundesbehörden und den bundesunmittelbaren Körperschaften oder Anstalten des öffentlichen Rechts vorhandenen Geodaten, Geodatendienste und Metadaten. Der Anwendungsbereich erstreckt sich gemäß dem Seerechtsübereinkommen auf das äußerste Gebiet der Bundesrepublik Deutschland einschließlich ausschließliche Wirtschaftszone und Festlandsockel (§§ 1, 2 GeoZG).
Das Gesetz selbst hat seine Grundlage in der INSPIRE-Richtlinie der Europäischen Gemeinschaften (Richtlinie 2007/2/EG des Europäischen Parlaments und des Rates vom 14. März 2007 zur Schaffung einer Geodateninfrastruktur in der Europäischen Gemeinschaft (INSPIRE); ABl. EU L 108 vom 25. April 2007). Das Akronym INSPIRE steht für Infrastructure for Spatial Information in the European Community. Das Bundesgesetz dient der Umsetzung dieser europäischen Richtlinie in nationales Recht auf Ebene des Bundes und steht im Zusammenhang mit dem Aufbau der Geodateninfrastruktur Deutschland (GDI-DE).
Für Geodaten im Zuständigkeitsbereich der Bundesländer und der Kommunen sowie deren Körperschaften und Anstalten gelten Landesgesetze, die dem Geodatenzugangsgesetz des Bundes ähneln und ebenso der Umsetzung der INSPIRE-Richtlinie in nationales Recht, jedoch ausschließlich für die Landes- und die kommunale Ebene, dienen.
Das Geodatenzugangsgesetz regelt den Zugang zu ausschließlich deutschen Geodaten, die in elektronischer Form vorliegen und die im Zuständigkeitsbereich einer geodatenhaltenden Stelle des Bundes oder bundesunmittelbaren juristischen Personen des öffentlichen Rechts liegen (§ 2 GeoZG). Die Daten sind zur allgemeinen Verwendung bereitzustellen. Zugangsbeschränkungen ergeben sich u. a. durch Verweis auf das Umweltinformationsgesetz (§ 12 GeoZG).
Zur konkreteren Regelung hat der Gesetzgeber eine Verordnungsermächtigung in § 14 GeoZG implementiert, die eine Rechtsverordnung ohne Zustimmung des Bundesrates ermöglicht.
In der Schweiz gilt das Bundesgesetz über Geoinformation, auch: Geoinformationsgesetz (GeoIG), in Österreich das Bundesgesetz über eine umweltrelevante Geodateninfrastruktur des Bundes, auch: Geodateninfrastrukturgesetz (GeoDIG) und entsprechende Landesgesetze.